# Snowflake Inc.
Pour les articles homonymes, voir Snowflake.
Snowflake est une start-up d'hébergement de données dans le cloud créée en 2012 et basée à San Mateo (Californie), créée par Benoît Dageville, Thierry Cruanes et Marcin Zukowski.
Elle a levé plus de 1,4 milliard de dollars en capital-développement dans les années 2012 à 2020 (avant son introduction en bourse).
Elle a été introduite en bourse en septembre 2020.

## Histoire
Mike Speiser, directeur au fonds de capital risque Sutter Hill Ventures (en), propose en 2012 à Benoît Dageville et Thierry Cruanes, qui travaillaient chez Oracle, de les accompagner financièrement dans une création d'entreprise. Speiser va être le 1er patron de la société, les deux Français préférant se consacrer pleinement au développement de leur produit.
Après une période de grande discrétion sur ses développements de produits, l'entreprise a commencé à faire parler d'elle en 2014 lorsque Bob Muglia (en) prend le poste de CEO,.
En 2019, le produit principal semble avoir atteint une bonne maturité et obtient de bonnes appréciations des utilisateurs. Un nouveau patron est alors désigné, Frank Slootman, avec pour mission de réussir l'introduction en bourse et de commercialiser pleinement le produit/service. L'introduction en bourse a lieu le 16 septembre 2020 et le jour même le cours de l'action augmente de 115%[réf. nécessaire].
En juin 2024, des indices convergents indiquent que Snowflake est responsable de la perte d'information chez Ticketmaster et la banque Santander. Il semble que des pirates se sont approprié les mots de passe de bases de données des clients. On retrouve en ligne, sur les forums de pirates du dark web, les données d'identification à des centaines de bases de données hébergées chez Snowflake. Chez Snowflake on évacue toute responsabilité en invoquant l'utilisation d'infostealer (logiciel qui subtilise les données sur un poste client) chez ses clients.

## Produit
Snowflake propose un service de stockage et d'analyse de données reposant sur le cloud, généralement appelé « data warehouse-as-a-service ». Il permet aux entreprises de stocker et d'analyser des données à l'aide de matériels et de logiciels décentralisés sur le cloud. Snowflake fonctionne sur Amazon S3 depuis 2014, ainsi que sur Microsoft Azure depuis 2018, et il est déployé sur Google Cloud Platform depuis 2019,. Son service d'échange de données Snowflake Data Exchange permet aux clients de découvrir, d'échanger et de partager des données en toute sécurité.

## Augmentations de capital
- Début 2014 : 26 millions de dollars, apportés par Sutter Hill Ventures, Sequoia Capital, Redpoint Ventures et 2 autres sociétés de capital risque[13].
- Juin 2015 : 45 millions de dollars.
- Avril 2017 : 100 millions de dollars.
- Janvier 2018 : 263 millions de dollars ; la société valait alors 1,5 milliard de dollars.
- Octobre 2018 : 450 millions de dollars ; la société valait alors 3,5 milliards de dollars.
- Février 2020 : 479 millions de dollars ; la société valait alors 12,4 milliards de dollars.
- Septembre 2020 : 3,4 milliards de dollars sont levés lors de l'introduction en bourse par la vente de 28 millions d'actions nouvelles.
- En août 2024, Warren Buffett, qui avait investi dans Snowflake lors de l'introduction en bourse, vend brutalement toutes ses positions[14].

## Sociologie du personnel
Les employés de Snowflake ont une moyenne d'âge supérieure à celle du reste de la Silicon Valley.